# Arqueología clásica
La Arqueología clásica es la investigación arqueológica de las grandes civilizaciones mediterráneas de la Antigua Grecia y la Antigua Roma. 
El término se usa habitualmente frente al de Arqueología sistemática, aunque también puede ser que nos refiramos a los orígenes de la Arqueología o a la Arqueología grecorromana.
En este último sentido, la Clásica, como otras ramas de la Arqueología, es una disciplina que tiene una metodología para el estudio de las sociedades mediterráneas antiguas a partir de la cultura material, los textos y los datos medioambientales en el ámbito del conocimiento de la Arqueología protohistórica, la Arqueología griega y romana y la Arqueología de la Antigüedad tardía.
En el origen de la Arqueología, los arqueólogos clásicos buscaban civilizaciones antiguas, ciudades magníficas con grandes edificios y tumbas. La Arqueología Clásica habría que considerarla en este caso como un primer paso al estudio científico de los restos materiales de las culturas de la Antigüedad, frente a coleccionistas, expoliadores o simples curiosos, aunque al principio los métodos se parezcan un poco. 
Pero antes fueron los hallazgos de Pompeya y Herculano. Los descubrimientos arqueológicos de las ruinas de las ciudades de Herculano, en 1738, y de Pompeya, en 1748, permitieron conocer las obras de la antigüedad romana, que asombraban, y se daban a conocer mediante grabados. Esos descubrimientos se dejarían sentir en todo un movimiento artístico conocido como Neoclasicismo, basado en elementos pompeyanos y herculanos, en una nueva pintura decorativa (Adam, en Inglaterra), con fondos oscuros, con ninfas o con otro tipo de escenas en el interior, arquitectura sutil y ligera, inspirada en los estilos pompeyanos; también esfinges, grifos, animales fantásticos,...
Con el deseo de recuperar las huellas del pasado, se pusieron en marcha expediciones para conocer las obras antiguas en sus lugares de origen. La que en 1749 emprendió desde Francia el arquitecto Jacques-Germain Soufflot, dio lugar a la publicación en 1754 de las Observations sur les antiquités de la ville d'Herculanum, una referencia imprescindible para la formación de los artistas neoclásicos franceses. En Inglaterra, la Society of Dilettanti (Sociedad de Aficionados) subvencionó campañas arqueológicas para conocer las ruinas griegas y romanas. De estas expediciones nacieron libros como: Le Antichitá di Ercolano (1757-1792), elaborada publicación financiada por el Rey de Nápoles (luego, Carlos III de España), libros que sirvieron de fuente de inspiración para los artistas de esta época, a pesar de su escasa divulgación. 
También hay que valorar el papel que desempeñó Roma como lugar de cita para viajeros y artistas de toda Europa e incluso de América. En la ciudad se visitaban las ruinas, se intercambiaban ideas y cada cual iba adquiriendo un bagaje cultural que llevaría de vuelta a su tierra de origen. 
Asimismo los descubrimientos en Palmira, en Baalbek y en Grecia hacen alimentar el interés y comienza a conocerse la civilización griega. También comienzan las expediciones a Egipto, y en general se comienzan a estudiar todas las época históricas. Empieza a conocerse la prehistoria, todo aquello que corresponde a un sentido romántico, al gusto por la ruina, y al mismo tiempo se forma una nueva conciencia de la evolución y de la relatividad histórica. También hubo mucho interés por las piezas arqueológicas como elemento decorativo en casas y palacios de todo el mundo, lo que propició también el expolio y el coleccionismo, y un mercado negro que sigue existiendo.
Así, los egiptólogos se especializaron en estudiar la civilización del Antiguo Egipto, comenzando por el famoso Jean-François Champollion. Otro ejemplo de este tipo de Arqueología sería el descubrimiento de la tumba del faraón Tutankamon, localizada en el Valle de los Reyes, en Tebas, por el arqueólogo británico Howard Carter en 1922. 
La Arqueología clásica examina sobre todo la civilización griega y la civilización romana. Así, durante el siglo XIX, el arqueólogo alemán nacionalizado estadounidense Heinrich Schliemann dirigió varias expediciones a Grecia y a Turquía, cerca de las costas del Mar Egeo. Schliemann excavó primero en Hissarlik (Turquía), y halló lo que él supuso eran varios períodos de la gran ciudad de Troya, que había sido descrita en la Ilíada. Schliemann también excavó en Micenas buscando la tumba del caudillo griego Agamenón, que dirigió nominalmente la campaña aquea contra Troya.
Su estilo de investigación era poco delicado, ya que buscaba el monumento, el tesoro, la pieza especial; así, sus excavaciones eran rápidas, abarcaban grandes extensiones de terreno y generalmente eran insensibles a restos de otras civilizaciones o culturas o materiales de uso doméstico, por lo que provocaban gran destrozo.
Muchos otros arqueólogos siguieron a Schliemann y llevaron adelante investigaciones más científicas en las orillas del Mar Egeo. La Arqueología clásica contemporánea en Europa se ha focalizado en objetivos menos ambiciosos, buscando saber más de la vida cotidiana de los ciudadanos comunes de esas grandes civilizaciones.